# 1880 dans le catholicisme
Chronologie du catholicisme
- 1876
- 1877
- 1878
- 1879
- 1880
- 1881
- 1882
- 1883
- 1884

Cet article présente les faits marquants de l'année 1880 dans le catholicisme.

## Évènements
- 1er février : Encyclique Arcanum divinæ de Léon XIII sur le mariage chrétien[1]
- 29 mars : En France, décrets d'expulsion des congrégations
- 30 septembre : Encyclique Grande Munus de Léon XIII sur les saints Cyrille et Méthode
- 3 décembre : Encyclique Sancta Dei Civitas de Léon XIII sur les œuvres pontificales missionnaires
- 13 décembre : Création de 4 cardinaux par Léon XIII

## Naissances
- 7 janvier : Santiago Luis Copello, cardinal argentin de la Curie, archevêque de Buenos Aires († 9 février 1967)
- 10 janvier : Paolo Giobbe, cardinal italien, diplomate du Saint-Siège et archevêque titulaire de Ptolémaïde-en-Thébaïde (de) († 14 août 1972)
- 12 janvier : Bienheureux Luigi Beltrame Quattrocchi, laïc italien († 9 novembre 1951)
- 14 janvier : Pierre Gerlier, cardinal français, archevêque de Lyon († 17 janvier 1965)
- 17 janvier : Louis Bridel, prêtre français, pionnier du syndicalisme français († 22 décembre 1933)
- 18 janvier : 
  - Bienheureux Alfredo Ildefonso Schuster, cardinal italien, archevêque de Milan († 30 août 1954)
  - August Wessing, prêtre allemand, résistant au nazisme mort à Dachau († 4 mars 1945)
- 31 janvier : Joseph Bordes, prêtre et résistant français fusillé († 30 novembre 1944)
- 10 février : Théobald Lalanne, prêtre et linguiste français († 25 novembre 1952)
- 11 février : Bienheureux Ioan Bălan, prélat gréco-catholique roumain, évêque de Lugoj, martyr du communisme († 4 août 1959)
- 12 février : Vincent Victor Dereere, prélat carme et missionnaire belge, évêque de Trivandrum (de) puis évêque titulaire d'Ibora (de), précédemment évêque de Quilon (en) († 29 décembre 1973)
- 13 février : John LaFarge, prêtre jésuite, écrivain, journaliste et militant antiraciste américain († 24 novembre 1963)
- 6 mars : Bienheureuse Marie Mercedes Prat, religieuse et martyre espagnole († 24 juillet 1936)
- 15 mars : José da Costa Nunes, cardinal et missionnaire portugais, archevêque de Goa († 29 novembre 1976)
- 30 mars : Bienheureux Roman Sitko, prêtre et martyr polonais du nazisme († 12 octobre 1942)
- 3 avril : Joseph Sautel, prêtre et archéologue français († 6 novembre 1955)
- 21 avril : Émile Couillard, prêtre, historien et écrivain français († 24 avril 1951)
- 2 mai : Bienheureuse Edvige Carboni, mystique italienne († 17 février 1952)
- 5 mai : Alphonse Gaudron, prélat français, évêque d’Évreux († 1er août 1967)
- 8 mai : Michel d'Herbigny, prélat jésuite français, évêque clandestin en URSS († 23 décembre 1957)
- 21 mai : Auguste Gaudel, prélat français, évêque de Fréjus-Toulon puis évêque titulaire de Nisyrus (de) († 8 août 1969)
- 25 mai : Bienheureux Sauveur Ferrandis Seguí, prêtre et martyr espagnol († 3 août 1936)
- 27 juin : René Barbier de la Serre, prélat français, impliqué dans l'enseignement († 6 mars 1969)
- 1er juillet : Élie Maire, prêtre, théologien et biographe français († 19 octobre 1949)
- 7 juillet : James Vincent Murphy, prêtre ayant quitté les ordres, traducteur, écrivain et journaliste irlandais († 5 juillet 1946)
- 18 juillet : Sainte Élisabeth de la Trinité, religieuse carmélite et mystique française († 9 novembre 1906)
- 13 août : Joseph-Papin Archambault, prêtre jésuite et éducateur québécois († 2 octobre 1966)
- 30 août : Konrad von Preysing, cardinal allemand, évêque de Berlin († 21 décembre 1950)
- 6 septembre : Paul Doncœur, prêtre jésuite français, aumônier militaire, auteur, pionnier du scoutisme écarté pour sa proximité avec le régime de Vichy († 21 avril 1961)
- 8 septembre : Cornelius Wessels, prêtre jésuite et historien néerlandais († 2 février 1964)
- 13 septembre : Georges-Alexandre Courchesne, prélat canadien, premier archevêque de Rimouski († 14 novembre 1950)
- 12 octobre : Saint Artemide Zatti, salésien, infirmier et pharmacien italien († 15 mars 1951)
- 24 octobre : Bienheureuse Maria Ludovica De Angelis, religieuse et directrice d'hôpital italienne († 25 février 1962)
- 28 octobre : René Mouterde, prêtre jésuite et archéologue français († 27 septembre 1961)
- 1er novembre : Henri Colin, prêtre et botaniste français, membre de l'Académie des Sciences († 21 mars 1943)
- 22 novembre : Hippolyte Tréhiou, prélat français, évêque de Vannes († 9 janvier 1941)
- 28 novembre : Édouard Mesguen, prélat français, évêque de Poitiers († 4 août 1956)
- 3 décembre : Ghislain Walravens, prêtre, résistant et espion belge de la Première Guerre mondiale († 11 janvier 1955)
- 4 décembre : Pedro Segura y Sáenz, cardinal espagnol, archevêque de Tolède († 8 avril 1957)
- 8 décembre : Clément Roques, cardinal français, archevêque de Rennes († 4 septembre 1964)
- 11 décembre : Pierre Valentin, prélat et missionnaire français, évêque de Kangding († 7 janvier 1962)
- 19 décembre : Augustin Jean Ukken, prêtre indien de rite syro-malabar, fondateur des Sœurs de la charité de Thrissur, vénérable indien († 13 octobre 1956)
- Date précise inconnue : 
  - Leone Nani, prêtre, photographe et missionnaire italien en Chine († 1935)
  - Louis Sorel, prêtre français, collaborateur de Vichy assassiné († 20 décembre 1943)

## Décès
- 13 janvier : Louis-Anne Dubreil, prélat français, archevêque d'Avignon (° 16 janvier 1808)
- 30 janvier : Frederick Oakeley, prêtre britannique anglican puis catholique (° 5 septembre 1802)
- 18 février : Jean-Baptiste Debrabant, prêtre français, fondateur des Sœurs de la sainte union des Sacrés Cœurs (° 13 octobre 1801)
- 24 février : Benjamin Brueyre, prêtre jésuite, missionnaire français en Chine et traducteur de la Bible en chinois (° 20 mai 1808)
- 26 février : Charles William Russell, prélat, universitaire et missionnaire irlandais, vicaire apostolique de Ceylan et évêque titulaire d'Amyzon (de) (° 14 mai 1812)
- 28 février : Louis-Dominique Champeau, prêtre français, auteur de manuels scolaires (° 5 décembre 1817)
- 18 mai : Louis-Édouard Pie, cardinal français, évêque de Poitiers (° 26 septembre 1815)
- 18 juillet : Jean-François-Martial Dergny, prêtre et peintre français (° 11 avril 1809)
- 25 juillet : Xavier Masuy, prêtre et missionnaire belge, fondateur des Sœurs de la charité de Notre Dame du Bon et Perpétuel Secours (° 11 août 1913)
- 30 juillet : Francesco Saverio Apuzzo, cardinal italien, archevêque de Capoue (° 6 avril 1807)
- 17 septembre : Jacques-Felix Baudiau, prêtre, historien et géographe français (° 15 octobre 1809)
- 27 septembre : Pierre-Thomas Lachenal dit Père Laurent, prêtre capucin italien (° 15 août 1809)
- 1er octobre : Félix de Las Cases, prélat français, évêque de Constantine (° 12 septembre 1819)
- 5 octobre : Pierre-Anastase Pichenot, prélat français, archevêque de Chambéry (° 23 octobre 1816)
- 6 octobre : Marie-Ludovic Roche, prélat français, évêque de Gap (° 5 février 1828)
- 14 octobre : Bartolomeo Pacca le jeune, cardinal italien de la Curie (° 25 février 1817)
- 1er novembre : Honoré Laval, prêtre et missionnaire français (° 6 février 1808)
- 21 novembre : Emmanuel d'Alzon, prêtre français, fondateur des Augustins de l'Assomption et des Oblates missionnaires de l'Assomption, vénérable (° 30 août 1810)
- 10 décembre : Bienheureux Marc-Antoine Durando, prêtre lazariste italien, fondateur des Sœurs nazaréennes de la Passion (° 22 mai 1801)